# La Nación (Costa Rica)
La Nación és un diari de Costa Rica. Es publica a la ciutat de San José. És un diari d'informació general que es publica tots els dies de l'any excepte tres festius nacionals.
La Nación va ser fundada el 12 d'octubre de 1946 per Sergio Carballo Romero com a director, Ricardo Castro Beeche com a gerent i Jorge Salas al capdavant de l'administració. Els primers reporters van ser Adrián Vega Aguiar, Salvador Lara, Eduardo Chavarría, Federico González Campos, Claudio Ortiz Oreamuno i Joaquín Vargas Gené. El diari va néixer durant la confusió i els disturbis polítics causats per persistents fraus electorals, escàndols de corrupció, repressió governamental i violència al carrer contra l'oposició, amb la participació del moviment comunista costa-riqueny, que en aquell moment era un aliat de l'administració de Picado. Menys de dos anys després de la fundació de La Nación, aquests esdeveniments van conduir a la Guerra de Costa Rica de 1948.